# Liste des œuvres d'art de la Somme
Cet article recense les œuvres d'art dans l'espace public du département de la Somme, en France.

## Liste

### Abbeville
| Œuvre                                                    | Auteur                                | Localisation              | Notes                                          | Installation | Coordonnées                      | Illustration                                             |
| -------------------------------------------------------- | ------------------------------------- | ------------------------- | ---------------------------------------------- | ------------ | -------------------------------- | -------------------------------------------------------- |
| La Mort d'Enguerrand Ringois                             | Emmanuel Fontaine                     | Beffroi d'Abbeville       | Bas-relief en bronze.                          | 1887         | 50° 06′ 33″ nord, 1° 50′ 04″ est | La Mort d'Enguerrand Ringois                             |
| Buste d'Ernest Prarond                                   | Emmanuel Fontaine                     | Parc d'Emonville          | Représente Ernest Prarond.                     | 1910         | 50° 06′ 33″ nord, 1° 50′ 04″ est | Buste d'Ernest Prarond                                   |
| Loup emportant un agneau et poursuivi par un petit chien | Charles Marie du Passage              | Parc d'Emonville          |                                                |              | 50° 06′ 34″ nord, 1° 50′ 04″ est | Image manquante                                          |
| Le Mercure volant                                        | Jean Bologne                          | Parc d'Emonville          |                                                |              | 50° 06′ 34″ nord, 1° 50′ 02″ est | Image manquante                                          |
| Monument à l'amiral Amédée Courbet                       | Alexandre Falguière et Antonin Mercié | Place de l'Amiral-Courbet | Représente Amédée Courbet.                     | 1890         | 50° 06′ 28″ nord, 1° 49′ 56″ est | Monument à l'amiral Amédée Courbet                       |
| Monument au chevalier François-Jean Lefebvre de La Barre | Raoul Delhomme                        |                           | Représente François-Jean Lefebvre de La Barre. | 1907         | 50° 06′ 13″ nord, 1° 49′ 33″ est | Monument au chevalier François-Jean Lefebvre de La Barre |

### Albert
| Œuvre                             | Auteur            | Localisation                                 | Notes | Installation | Coordonnées                      | Illustration                      |
| --------------------------------- | ----------------- | -------------------------------------------- | ----- | ------------ | -------------------------------- | --------------------------------- |
| douze sculptures allégoriques     | Vendémiaire Pavot | façade de l'hôtel de ville                   |       | 1933         | 50° 00′ 10″ nord, 2° 39′ 10″ est | douze sculptures allégoriques     |
| Buste d'Emile Leturcq             | Charles Gern      | place Emile Leturcq, devant l'hôtel de ville |       | 1933         | 50° 00′ 10″ nord, 2° 39′ 10″ est | Buste d'Emile Leturcq             |
| Buste d'Albert Toulet             |                   | place Emile Leturcq, devant l'hôtel de ville |       |              | 50° 00′ 10″ nord, 2° 39′ 10″ est | Buste d'Albert Toulet             |
| peinture murale La Vierge penchée | Albert Mac Carton | rue de Bordeaux                              |       | 1996         | 50° 00′ 10″ nord, 2° 39′ 10″ est | peinture murale La Vierge penchée |

### Allonville
| Œuvre                      | Auteur         | Localisation | Notes | Installation | Coordonnées    | Illustration               |
| -------------------------- | -------------- | ------------ | ----- | ------------ | -------------- | -------------------------- |
| La Nuit du 4 décembre 1851 | Athanase Fossé | place        |       | 1971         | à géolocaliser | La Nuit du 4 décembre 1851 |

### Amiens
Voir la liste des œuvres publiques d'Amiens

### Bazentin
| Œuvre                               | Auteur      | Localisation                              | Notes | Installation | Coordonnées                      | Illustration                        |
| ----------------------------------- | ----------- | ----------------------------------------- | ----- | ------------ | -------------------------------- | ----------------------------------- |
| Monument à Jean-Baptiste de Lamarck | Albert Roze | emplacement de la maison natale du savant |       |              | 50° 01′ 52″ nord, 2° 45′ 50″ est | Monument à Jean-Baptiste de Lamarck |

### Bouchavesnes-Bergen
| Œuvre                     | Auteur          | Localisation | Notes | Installation | Coordonnées                      | Illustration              |
| ------------------------- | --------------- | ------------ | ----- | ------------ | -------------------------------- | ------------------------- |
| Monument au Maréchal Foch | Firmin Michelet |              |       | 1926         | 49° 59′ 09″ nord, 2° 55′ 19″ est | Monument au Maréchal Foch |

### Cachy
| Œuvre                                  | Auteur         | Localisation              | Notes | Installation | Coordonnées                      | Illustration                           |
| -------------------------------------- | -------------- | ------------------------- | ----- | ------------ | -------------------------------- | -------------------------------------- |
| peinture en hommage à Georges Guynemer | Shanaël Berton | transformateur électrique |       |              | 49° 51′ 02″ nord, 2° 28′ 54″ est | peinture en hommage à Georges Guynemer |

### Cayeux-sur-Mer
| Œuvre                          | Auteur         | Localisation   | Notes | Installation | Coordonnées                      | Illustration                   |
| ------------------------------ | -------------- | -------------- | ----- | ------------ | -------------------------------- | ------------------------------ |
| Oiseau                         | Annie Kirsch   |                |       |              | 50° 11′ 59″ nord, 1° 33′ 14″ est | Image manquante                |
| Oiseaux                        | Annie Kirsch   |                |       | 1989         | 50° 11′ 39″ nord, 1° 33′ 30″ est | Image manquante                |
| « L'Aguilleur »                | Francis Crépin | gare de Cayeux |       |              | 50° 11′ 39″ nord, 1° 33′ 30″ est | « L'Aguilleur »                |
| « Che Ramindeu »               | Francis Crépin | centre-ville   |       |              | 50° 11′ 39″ nord, 1° 33′ 30″ est | Image manquante                |
| « In'route pour cheul'régate » | Francis Crépin | front de mer   |       |              | 50° 11′ 39″ nord, 1° 33′ 30″ est | « In'route pour cheul'régate » |

### Chaulnes
| Œuvre                    | Auteur      | Localisation | Notes | Installation | Coordonnées                      | Illustration             |
| ------------------------ | ----------- | ------------ | ----- | ------------ | -------------------------------- | ------------------------ |
| statue de l'Abbé Lhomond | Albert Roze | Grand-Place  |       | 1930         | 49° 48′ 59″ nord, 2° 48′ 17″ est | statue de l'Abbé Lhomond |

### Cléry-sur-Somme
| Œuvre                  | Auteur        | Localisation                | Notes | Installation | Coordonnées                      | Illustration           |
| ---------------------- | ------------- | --------------------------- | ----- | ------------ | -------------------------------- | ---------------------- |
| Deux Traits de lumière | Albert Hirsch | rond-point sur la r. d. 938 |       | 1988         | 49° 57′ 35″ nord, 2° 51′ 40″ est | Deux Traits de lumière |

### Corbie
| Œuvre                           | Auteur      | Localisation                                       | Notes | Installation | Coordonnées                      | Illustration                    |
| ------------------------------- | ----------- | -------------------------------------------------- | ----- | ------------ | -------------------------------- | ------------------------------- |
| Sainte Colette                  | Albert Roze | route de Bray                                      |       | 1925         | 49° 54′ 35″ nord, 2° 30′ 29″ est | Sainte Colette                  |
| Sculpture du monument aux morts | Albert Roze | espace Chartres, parvis de l'hôtel de ville        |       |              | 49° 54′ 35″ nord, 2° 30′ 29″ est | Sculpture du monument aux morts |
| L'Envol d'Icare                 | Bruno Lebel | collège Eugène Lefebvre, boulevard Camille Rolland |       |              | 49° 54′ 35″ nord, 2° 30′ 29″ est | Image manquante                 |
| buste de Jean Truquin           | B. J. Menet | place Jean Catelas                                 |       |              | 49° 54′ 35″ nord, 2° 30′ 29″ est | buste de Jean Truquin           |

### Le Crotoy
| Œuvre                       | Auteur                           | Localisation         | Notes | Installation | Coordonnées                      | Illustration                |
| --------------------------- | -------------------------------- | -------------------- | ----- | ------------ | -------------------------------- | --------------------------- |
| Stèle à Florentin Lefils    | Raoul Delhomme                   |                      |       | 1903         | 50° 12′ 52″ nord, 1° 37′ 42″ est | Stèle à Florentin Lefils    |
| Monument aux frères Caudron | Athanase Fossé, Augustin Lesieux | Rue Florentin Lefils |       | 1923 - 1954  | 50° 12′ 52″ nord, 1° 37′ 42″ est | Monument aux frères Caudron |
| Jeanne d'Arc prisonnière    | Athanase Fossé                   | Place Jeanne-d'Arc   |       | 1956         | 50° 12′ 52″ nord, 1° 37′ 42″ est | Jeanne d'Arc prisonnière    |
| Goélands                    | Annie Kirsch                     |                      |       |              | 50° 13′ 25″ nord, 1° 38′ 05″ est | Image manquante             |

### Dernancourt
| Œuvre | Auteur         | Localisation          | Notes | Installation | Coordonnées                      | Illustration |
| ----- | -------------- | --------------------- | ----- | ------------ | -------------------------------- | ------------ |
|       | Shanaël Berton | pont de chemin de fer |       | 2018         | 49° 58′ 29″ nord, 2° 37′ 54″ est |              |

### Doullens
| Œuvre                     | Auteur          | Localisation                                  | Notes | Installation | Coordonnées                      | Illustration              |
| ------------------------- | --------------- | --------------------------------------------- | ----- | ------------ | -------------------------------- | ------------------------- |
| quatre sphinx             | Georges Legrand | entrée du Musée Lombart                       |       |              | 50° 09′ 27″ nord, 2° 20′ 29″ est | quatre sphinx             |
| Deux médaillons de bronze | Albert Roze     | Calvaire de la reconnaissance (calvaire Foch) |       | 1921         | 50° 09′ 27″ nord, 2° 20′ 29″ est | Deux médaillons de bronze |

### Dury
| Œuvre                              | Auteur      | Localisation                       | Notes | Installation | Coordonnées                      | Illustration                       |
| ---------------------------------- | ----------- | ---------------------------------- | ----- | ------------ | -------------------------------- | ---------------------------------- |
| La Charité accueillant les malades | Albert Roze | entrée de l'hôpital Philippe Pinel |       |              | 49° 50′ 46″ nord, 2° 16′ 12″ est | La Charité accueillant les malades |

### Estrées-Mons
| Œuvre                          | Auteur      | Localisation                                  | Notes | Installation | Coordonnées                      | Illustration                   |
| ------------------------------ | ----------- | --------------------------------------------- | ----- | ------------ | -------------------------------- | ------------------------------ |
| Médaillon de Guy Bouriat       | Albert Roze | carrefour de la r. d. 937 et de la r. d. 1029 |       | 1934         | 49° 52′ 39″ nord, 2° 58′ 41″ est | Médaillon de Guy Bouriat       |
| Médaillon de Louis Trintignant | Albert Roze |                                               |       | 1934         | 49° 52′ 39″ nord, 2° 58′ 41″ est | Médaillon de Louis Trintignant |

### Etréjust
| Œuvre   | Auteur                  | Localisation    | Notes | Installation | Coordonnées                      | Illustration |
| ------- | ----------------------- | --------------- | ----- | ------------ | -------------------------------- | ------------ |
| L'Éveil | Marie-Claire de Filippi | devant l'église |       | 1986         | 49° 54′ 45″ nord, 1° 53′ 25″ est | L'Éveil      |

### La Faloise
| Œuvre                                    | Auteur          | Localisation       | Notes | Installation | Coordonnées                      | Illustration                             |
| ---------------------------------------- | --------------- | ------------------ | ----- | ------------ | -------------------------------- | ---------------------------------------- |
| A la mémoire des cantonniers Gras et Foy | Albert Roze     | gare de La Faloise |       | 1912         | 49° 42′ 00″ nord, 2° 20′ 30″ est | A la mémoire des cantonniers Gras et Foy |
| Le Tourbier                              | Louis Leclabart | monument aux morts |       | 1922         | 49° 42′ 00″ nord, 2° 20′ 30″ est | Le Tourbier                              |

### Flixecourt
| Œuvre | Auteur          | Localisation                       | Notes | Installation | Coordonnées                      | Illustration |
| ----- | --------------- | ---------------------------------- | ----- | ------------ | -------------------------------- | ------------ |
| Pax   | Georges Legrand | ancienne école communale de filles |       | 1907         | 49° 42′ 00″ nord, 2° 20′ 30″ est | Pax          |

### Fréchencourt
| Œuvre | Auteur           | Localisation        | Notes | Installation | Coordonnées                      | Illustration |
| ----- | ---------------- | ------------------- | ----- | ------------ | -------------------------------- | ------------ |
|       | R. Louise-Martin | Les Puits tournants |       | 2009         | 49° 57′ 59″ nord, 2° 26′ 32″ est |              |

### Friville-Escarbotin
| Œuvre                 | Auteur          | Localisation      | Notes                         | Installation | Coordonnées                      | Illustration          |
| --------------------- | --------------- | ----------------- | ----------------------------- | ------------ | -------------------------------- | --------------------- |
| statue de Jean Jaurès | Françoise Sirot | place Jean Jaurès | œuvre réalisée après concours | 1984         | 50° 05′ 29″ nord, 1° 33′ 02″ est | statue de Jean Jaurès |

### Ham
| Œuvre                           | Auteur               | Localisation              | Notes | Installation | Coordonnées                      | Illustration                    |
| ------------------------------- | -------------------- | ------------------------- | ----- | ------------ | -------------------------------- | ------------------------------- |
| Maximilien Sébastien Foy        | Ernest-Eugène Hiolle | Place de l'Hôtel-de-Ville |       | 1879         | à géolocaliser                   | Maximilien Sébastien Foy        |
| Monument à Jean-Charles Peltier |                      | Parc Delicourt            |       |              | 49° 44′ 53″ nord, 3° 04′ 20″ est | Monument à Jean-Charles Peltier |

### Maison-Roland
| Œuvre         | Auteur | Localisation    | Notes | Installation | Coordonnées                      | Illustration  |
| ------------- | ------ | --------------- | ----- | ------------ | -------------------------------- | ------------- |
| Saint Georges |        | devant l'église |       |              | 50° 07′ 45″ nord, 2° 01′ 21″ est | Saint Georges |

### Mers-les-Bains
| Œuvre                  | Auteur          | Localisation | Notes                                    | Installation | Coordonnées    | Illustration           |
| ---------------------- | --------------- | ------------ | ---------------------------------------- | ------------ | -------------- | ---------------------- |
| Buste de Pierre Lefort | Éric Luttenauer |              | Copie d'un bronze de 1900, fondu en 1942 |              | à géolocaliser | Buste de Pierre Lefort |

### Montdidier
| Œuvre                                              | Auteur            | Localisation     | Notes | Installation | Coordonnées                      | Illustration                                       |
| -------------------------------------------------- | ----------------- | ---------------- | ----- | ------------ | -------------------------------- | -------------------------------------------------- |
| Quatre sculptures de la façade de l'hôtel de ville | Raymond Couvègnes |                  |       | 1931         | à géolocaliser                   | Quatre sculptures de la façade de l'hôtel de ville |
| Antoine Parmentier                                 | Albert Roze       |                  |       | 1931         | 49° 38′ 55″ nord, 2° 34′ 15″ est | Antoine Parmentier                                 |
| bas-relief enseignante accueillant un élève        | Léon Lamotte      | Ecole du Prieuré |       | 1955         | 49° 38′ 55″ nord, 2° 34′ 15″ est | bas-relief enseignante accueillant un élève        |
| Totem                                              | Léon Lamotte      | Ecole du Prieuré |       | 1955         | 49° 38′ 55″ nord, 2° 34′ 15″ est | Totem                                              |

### Moreuil
| Œuvre                                      | Auteur       | Localisation    | Notes | Installation | Coordonnées                      | Illustration                               |
| ------------------------------------------ | ------------ | --------------- | ----- | ------------ | -------------------------------- | ------------------------------------------ |
| Sculpture du monument aux morts            | Albert Roze  | grand-place     |       | 1924         | 49° 46′ 31″ nord, 2° 29′ 02″ est | Sculpture du monument aux morts            |
| Sculpture du monument au 31e corps d'armée | Léon Lamotte | route de Démuin |       | 1955         | à géolocaliser                   | Sculpture du monument au 31e corps d'armée |

### Nouvion
| Œuvre  | Auteur | Localisation    | Notes                        | Installation | Coordonnées    | Illustration |
| ------ | ------ | --------------- | ---------------------------- | ------------ | -------------- | ------------ |
| Sphinx |        | Entrée de bourg | rapportés par Nicolas Fauvel |              | à géolocaliser | Sphinx       |

### Noyelles-sur-Mer
| Œuvre                              | Auteur       | Localisation | Notes                                                                            | Installation | Coordonnées    | Illustration                       |
| ---------------------------------- | ------------ | ------------ | -------------------------------------------------------------------------------- | ------------ | -------------- | ---------------------------------- |
| Deux Chen Fo (Gardiens de Bouddha) |              |              | offerts par la ville chinoise de Tungkang lors du jumelage avec Noyelles-sur-Mer | 1984         | à géolocaliser | Deux Chen Fo (Gardiens de Bouddha) |
| Hérons                             | Annie Kirsch |              |                                                                                  |              | à géolocaliser | Image manquante                    |

### Péronne
| Œuvre                            | Auteur         | Localisation       | Notes | Installation | Coordonnées    | Illustration                     |
| -------------------------------- | -------------- | ------------------ | ----- | ------------ | -------------- | -------------------------------- |
| « Picarde maudissant la guerre » | Paul Auban     | monument aux morts |       | 1926         | à géolocaliser | « Picarde maudissant la guerre » |
| Statue du Marin Delpas           | Albert Roze    |                    |       | 1933         | à géolocaliser | Statue du Marin Delpas           |
| Marie Fouré                      | Michel Bonnand | Grand-Place        |       | 1996         | à géolocaliser | Marie Fouré                      |

### Quend
| Œuvre  | Auteur       | Localisation | Notes | Installation | Coordonnées    | Illustration    |
| ------ | ------------ | ------------ | ----- | ------------ | -------------- | --------------- |
| Oiseau | Annie Kirsch |              |       |              | à géolocaliser | Image manquante |

### Rollot
| Œuvre                   | Auteur                | Localisation | Notes | Installation | Coordonnées    | Illustration            |
| ----------------------- | --------------------- | ------------ | ----- | ------------ | -------------- | ----------------------- |
| buste d'Antoine Galland | Henri-Édouard Navarre |              |       | 1929         | à géolocaliser | buste d'Antoine Galland |

### Roye
| Œuvre               | Auteur    | Localisation | Notes | Installation | Coordonnées    | Illustration    |
| ------------------- | --------- | ------------ | ----- | ------------ | -------------- | --------------- |
| tête de Jean Jaurès | J. Fleury |              |       |              | à géolocaliser | Image manquante |

### Saint-Gratien
| Œuvre         | Auteur               | Localisation           | Notes | Installation | Coordonnées                      | Illustration  |
| ------------- | -------------------- | ---------------------- | ----- | ------------ | -------------------------------- | ------------- |
| Saint Gratien | Jean-Pierre Facquier | Oratoire saint Gratien |       | 1999         | 49° 58′ 00″ nord, 2° 24′ 34″ est | Saint Gratien |

### Saint-Léger-lès-Domart
| Œuvre    | Auteur              | Localisation  | Notes | Installation | Coordonnées                      | Illustration |
| -------- | ------------------- | ------------- | ----- | ------------ | -------------------------------- | --- |
| Le Foyer | Claude-Antonin Dory | rue du Marais |       | 1928         | 50° 03′ 00″ nord, 2° 08′ 18″ est | Le Foyer« Salle des fêtes de Saint-Léger-lès-Domart, dite le Foyer », sur hautsdefrance.fr (consulté le 16 novembre 2023). |

### Saint-Sauveur
| Œuvre               | Auteur         | Localisation                                                     | Notes | Installation | Coordonnées    | Illustration        |
| ------------------- | -------------- | ---------------------------------------------------------------- | ----- | ------------ | -------------- | ------------------- |
| Les bornes du temps | François Hornn | carrefour de la r. d. 1001 (Abbeville-Amiens) et de la r. d. 97. |       | 2000         | à géolocaliser | Les bornes du temps |

### Saint-Valery-sur-Somme
| Œuvre                                | Auteur                    | Localisation                        | Notes | Installation | Coordonnées                      | Illustration                         |
| ------------------------------------ | ------------------------- | ----------------------------------- | ----- | ------------ | -------------------------------- | ------------------------------------ |
| Stèle à Guillaume le Conquérant      | Josette Hébert-Coëffin    | place Guillaume le Conquérant       |       |              | 50° 10′ 22″ nord, 1° 39′ 01″ est | Stèle à Guillaume le Conquérant      |
| Sculpture de la villa « La Gribane » | Gérard Ansart             | quai du Romerel                     |       |              | 50° 10′ 22″ nord, 1° 39′ 01″ est | Sculpture de la villa « La Gribane » |
| Guillaume le Conquérant              | attribuée à Gérard Ansart | villa de la tour, quai Jeanne d'Arc |       | 1926 ?       | 50° 10′ 22″ nord, 1° 39′ 01″ est | Guillaume le Conquérant              |
| Drakkar de Guillaume le Conquérant   |                           | restaurant La Terrasse              |       |              | 50° 10′ 22″ nord, 1° 39′ 01″ est | Drakkar de Guillaume le Conquérant   |
| Cygne                                | Annie Kirsch              |                                     |       |              | 50° 10′ 22″ nord, 1° 39′ 01″ est | Image manquante                      |

### Soyécourt
| Œuvre                   | Auteur               | Localisation     | Notes | Installation | Coordonnées                      | Illustration            |
| ----------------------- | -------------------- | ---------------- | ----- | ------------ | -------------------------------- | ----------------------- |
| L'Autre Côté des arbres | Ernest Pignon-Ernest | Bois de Wallieux |       | 1998         | 49° 51′ 50″ nord, 2° 47′ 31″ est | L'Autre Côté des arbres |

### Tertry
| Œuvre                             | Auteur               | Localisation      | Notes | Installation | Coordonnées                      | Illustration                      |
| --------------------------------- | -------------------- | ----------------- | ----- | ------------ | -------------------------------- | --------------------------------- |
| monument de la bataille de Tertry | Jacques-Victor André | place de l'église |       | 1987         | 49° 51′ 47″ nord, 3° 04′ 14″ est | monument de la bataille de Tertry |

### Vers-sur-Selle
| Œuvre                      | Auteur       | Localisation | Notes | Installation | Coordonnées    | Illustration    |
| -------------------------- | ------------ | ------------ | ----- | ------------ | -------------- | --------------- |
| buste d'Emmanuel Bourgeois | Pierre Bazin |              |       |              | à géolocaliser | Image manquante |

### Villers-Bretonneux
| Œuvre           | Auteur | Localisation    | Notes | Installation | Coordonnées    | Illustration    |
| --------------- | ------ | --------------- | ----- | ------------ | -------------- | --------------- |
| statue de femme |        | Parc Vendeville |       |              | à géolocaliser | statue de femme |
| Nymphe          |        | Parc Vendeville |       |              | à géolocaliser | Nymphe          |

### Vraignes-en-Vermandois
| Œuvre                 | Auteur       | Localisation | Notes | Installation | Coordonnées    | Illustration    |
| --------------------- | ------------ | ------------ | ----- | ------------ | -------------- | --------------- |
| buste d'Hector Crinon | Pierre Bazin |              |       | 1972         | à géolocaliser | Image manquante |

### Warloy-Baillon
| Œuvre                | Auteur       | Localisation  | Notes | Installation | Coordonnées                      | Illustration         |
| -------------------- | ------------ | ------------- | ----- | ------------ | -------------------------------- | -------------------- |
| buste d'Henri Carnoy | Louis Leygue | place du Fort |       |              | 50° 00′ 38″ nord, 2° 31′ 28″ est | buste d'Henri Carnoy |